# 宁阳县
宁阳县在中国山东省中部偏南、大汶河南岸，是泰安市所辖的一个县，東鄰新泰市，西連汶上縣，南與兗州市交界，東南與曲阜市、泗水縣接壤，北以大汶河為界與岱嶽區、肥城市相望。縣人民政府駐文廟街道府前街99號。

## 地理
宁阳县位于鲁中偏西，泰安市南部。县城距泰山56千米、曲阜25千米、水泊梁山40千米，处于泰山、曲阜、水泊梁山旅游三角中心。境内地势东高西低，东部多为低山、丘陵，西部多为平原。主要地貌类型有低山、丘陵、平原和水面。宁阳县属暖温带湿润季节性气候区，一年四季分明。

## 历史沿革
汉置宁阳县，北齐设平原縣，隋改龚丘县，金复改宁阳县。

## 行政区划
宁阳县下辖2个街道办事处、10个镇、1个乡：
文庙街道、八仙桥街道、泗店镇、东疏镇、伏山镇、堽城镇、蒋集镇、磁窑镇、华丰镇、葛石镇、东庄镇、鹤山镇和乡饮乡。

## 交通
- 342国道过境。

## 人口民族
根据(山东省)泰安市第七次全国人口普查公报显示宁阳县常住人口为668520人，男性人口占比49.5%，女性人口占比50.5%。
全县有汉族、回族、藏族、苗族、壮族、满族、水族、朝鲜族等8个民族。其中汉族人数最多。

## 文化

### 文化遗址
磁窑镇堡头村有新石器时代末期文化遗址。属于大汶口文化。该处遗址为大汶口文化最早发掘的遗址。

### 蟋蟀
宁阳县历来有逗蟋蟀的传统。宁阳蟋蟀被称为“江北第一虫”。